# Oleg Kornienko
Oleg Valer'evič Kornienko (in russo Олег Валерьевич Корниенко?, in kazako Олег Валерьевич Корниенко?, Oleg Valerʹyevïç Kornïyenko; Ordžonikidze, 28 maggio 1973) è un allenatore di calcio ed ex calciatore russo naturalizzato kazako, di ruolo difensore.